# إسموند نايت
إسموند نايت (بالإنجليزية: Esmond Penington Knight)‏ هو ممثل بريطاني، ولد في 4 مايو 1906 بسري في المملكة المتحدة، وتوفي في 23 فبراير 1987 بلندن في المملكة المتحدة بسبب نوبة قلبية. بدأ مشواره المهني سنة 1928.

## أعمال

### أفلام
- (1944) هنري الخامس
- (1947) النرجسي الأسود
- (1948) الحذاء الأحمر
- (1948) هاملت
- (1956) هيلين الطروادية
- (1969) آن ذات الألف يوم

## وصلات خارجية
- إسموند نايت على موقع IMDb (الإنجليزية)
- إسموند نايت على موقع ألو سيني (الفرنسية)
- إسموند نايت على موقع أول موفي (الإنجليزية)
- إسموند نايت على موقع قاعدة بيانات برودواي على الإنترنت (الإنجليزية)
- إسموند نايت على موقع قاعدة بيانات الأفلام السويدية (السويدية)
- إسموند نايت على موقع إن إن دي بي (الإنجليزية)
- إسموند نايت على موقع قاعدة بيانات الفيلم (الإنجليزية)
- إسموند نايت على موقع كينوبويسك (الروسية)